# Pagar Jati (Pagar Jati)
Pagar Jati is een bestuurslaag in het regentschap Bengkulu Tengah van de provincie Bengkulu, Indonesië. Pagar Jati telt 417 inwoners (volkstelling 2010).